# メスベン
メスベン (英: Methven) は、ニュージーランドのカンタベリー地方南部にある小さな田舎町で、クライストチャーチから約123km内陸に位置する。
周辺の農業地帯を含めた町は人口1,326人。